# Atalantia
Atalantia é um género botânico pertencente à família Rutaceae.